# Lina Ramann
Lina Ramann (24 de julio de 1833 – 30 de marzo de 1912) fue una escritora y profesora alemana, conocida por sus libros sobre el pianista y compositor húngaro Franz Liszt. Entre los años 1874 y 1894 escribió su biografía, Franz Liszt como artista y persona (en alemán: «Franz Liszt als Künstler und Mensch»), "oficial" pero imprecisa, dividida en tres tomos y publicada entre 1880 y 1894.
A petición de Ramann, Liszt hizo un pequeño recuerdo de una de sus sonatas para piano perdidas que había compuesto durante su juventud (Anfang einer jugendsonate, S.692b).
- Datos: Q6550202
- Multimedia: Lina Ramann / Q6550202